# ياسمين عبد الله
ياسمين عبد الله مذيعة مصرية ومديرة قناة أو تي في سابقا وتركت ذلك المنصب حاليا للإعلامي ألبرت شفيق، قدمت عدد من البرامج على التلفزيون المصري وقنوات دريم الخاصة منها البيت بيتك ونجوم وأبراج.

## المصدر
"OTV: المعارك مستمرّة". الأخبار اللبنانية. 17 مايو 2007. مؤرشف من الأصل في 2007-05-19. اطلع عليه بتاريخ 2018-03-27.